# Plaça de toros de Palma
La plaça de toros de Palma, anomenada oficialment Coliseo Balear, és la plaça de toros de Palma. Està situada al carrer Gaspar Bennàssar, carrer que porta el nom de l'arquitecte autor del projecte d'aquesta plaça. La Plaça de Toros va donar el seu nom al barri homònim del Districte Nord de la ciutat.
L'obra va començar el 1928 i es va inaugurar el 21 de juliol del 1929. No era la primera plaça de Palma, hi ha constància d'una plaça anterior al Baluard de Jesús que encara surt als plànols de Muntaner del 1831 i el Pedro de Alcantara Peña de 1869, situada a l'alçada de l'actual Plaça de Berenguer de Palou i que va ser enderrocada els anys trenta.
El Coliseu Balear va arribar a ser, els anys seixanta, la plaça amb major nombre d'espectacles taurins del món. Actualment s'usa molt de tant en tant per la seva funció original. Actualment és coneguda pels seus usos esportius i, sobretot, per ser el lloc on es realitzen els concerts estivals més multitudinaris de l'illa.